# Cahaba
Cahaba, também escrito Cahawba, foi a primeira capital permanente do estado do Alabama, Estados Unidos, de 1820 a 1825. Foi a sede do condado de Dallas, Alabama, até 1866. Localizada na confluência dos rios Alabama e Cahaba, a cidade sofria inundações sazonais regulares.
A legislatura estadual mudou a capital para Tuscaloosa em 1826. Depois que Cahaba sofreu outra grande enchente em 1865, a legislatura estadual mudou a sede do condado para o nordeste, para Selma, que estava melhor situada.

## Etimologia
Acredita-se que o nome Cahaba venha das palavras Choctaw oka, que significa "água"  e aba, significando "acima".

## Folclore
A cidade, e mais tarde seu local abandonado, foi cenário de muitas histórias de fantasmas durante os séculos XIX e XX. Um muito conhecido fala de um orbe fantasmagórico em um labirinto de jardim, agora desaparecido, na casa de CC Pegues. A casa ficava em um terreno que ocupava um quarteirão entre as ruas Pine e Chestnut. A suposta assombração foi registrada em “Spectre in the Maze at Cahaba” em 13 Alabama Ghosts and Jeffrey.